# Uijeongbu
Uijeongbu (의정부시?, 議政府市?, Uijeongbu-siLR) è una città della provincia sudcoreana del Gyeonggi. La città si trova nella periferia settentrionale di Seul, e ospita diverse basi della 2nd Infantry Division dell'esercito americano.

## Infrastrutture e trasporti
Uijeongbu è servita dalla linea 1 della metropolitana di Seul, e dal 27 giugno 2012 anche dalla metropolitana leggera di Uijeongbu, che con 15 stazioni su un percorso di 15 km presso le stazioni di Hoeryong e di Uijeongbu offre l'interscambio con la metropolitana.